# 弗里爾夫人鎮
弗里爾夫人鎮是南非的城鎮，位於該國東部，由東開普省負責管轄，距離昆士敦51公里，面積24.71平方公里，2001年人口729，人口密度每平方公里約30人。